# Bakteriemia
Bakteriemia – obecność żywych bakterii we  krwi. U zdrowych osób łagodne zakażenia mają charakter przejściowy i nie powodują żadnych następstw. W przypadku zaburzeń układu odpornościowego może przekształcić się w zespół ogólnoustrojowej reakcji zapalnej (SIRS), sepsę, wstrząs septyczny i niewydolność wielonarządową (MODS).